# 克里斯·马丁 (足球运动员)
基斯杜化·曉夫·馬田（英語：Christopher Hugh Martin，1988年11月4日—）是一名蘇格蘭職業足球員，司職前鋒，現時為自由球員。

## 生平
諾域治
馬田在薩福克郡的贝克尔斯（Beccles）出生，加入诺里奇城的青訓系統，因在青年隊於英格蘭足總青年盃的出色表現而獲提升上一隊，於2007年1月13日在對普利茅夫擔任板凳球員。1月30日他在主場0-1負於狼隊以後補身份首次登場。2月13日英格蘭足總盃第四圈重賽在主場卡諾路球場迎戰黑池，馬田於加時賽射入奠勝球兼個人首個入球，協助球隊以3-2淘汰對手晉級下一圈對車路士。2月20日在聯賽作客對普雷斯頓首次獲派正選上陣；接著一場聯賽於2月24日返回主場對高雲地利，他繼續擔正上陣，接應亨格比的傳球近門射入扳平1-1；他在接著兩場聯賽分別於作客對盧頓及班士利各入一球，火速成為球迷寵兒。馬田的入球停不了，於主場對打比郡再入一球，並有一球被判越位不算，連續四仗取得入球。
馬田耀眼的演出使他獲徵召加入英格蘭U19大軍，更於2007年3月21日首次上陣對土耳其即取得入球以1-0小勝對手。
隨著上季季尾入球枯竭，馬田在2007/08年球季失去正選席位，而球會亦於2007年10月與領隊彼得·格蘭（Peter Grant）提前解約，在新任領隊格伦·罗德尔麾下更被投閒置散，於2008年1月5日對貝利後未有再獲派上陣，整季僅上陣10場沒有入球。
外借盧頓
在2008/09年球季展開前兩天，馬田以借用身份加盟剛脫離財務接管的英乙球會盧頓，為期一個球季，同行還有隊友（Michael Spillane），對此諾域治的球迷稍有微言，認為球會不應倚賴高價向外借用的球員，而忽略自家的青年球員。
但馬田在盧頓領隊米克·夏福特（Mick Harford）調教下大放異彩，於上陣51場射入13球，更協助球隊在溫布萊球場於加時賽以3-2擊敗斯肯索普贏取英格蘭聯賽錦標，他在賽事中為球隊扳平1-1的入球更獲選為盧頓的「年度金球」。但盧頓在季前因債務重組而被扣30分，最終亦難逃降班厄運。
重返諾域治
季後馬田返回諾域治，而球隊亦因差劣的成績而降班到英甲，他在球隊的季前熱身賽表現出色，因而獲派在2009/10年球季揭幕戰主場對高車士打正選上陣，卻遭逢1-7慘敗，馬田自此重回後備席。開季僅兩場賽事後，諾域治隨即辭退領隊布赖恩·冈恩（Bryan Gunn），並從高車士打邀請保罗·兰伯特接任，於2009年9月1日馬田在英格蘭聯賽錦標第一圈主場對賓福特復任正選，並射入全場唯一入球，1-0淘汰對手作為回應；接著的聯賽作客對米爾頓凱恩斯他於開賽後僅17秒便為諾域治先拔頭籌。馬田與及韦斯·荷拉汉組成進攻鐵三角，被稱為「聖三一」（Holy Trinity），三人整季合共轟入64球，馬田包辦其中的23球，包括回聘高車士打大勝5-0中個人梅開二度及在英格蘭足總盃第一圈作客大勝鲍尔顿流浪者（Paulton）7-1中獨取四球，而當中最有價值是於2010年3月27日主場對爭標對手列斯聯，馬田於完場前射入，1-0絕殺對手，將分差拉開至11分，而諾域治亦於稍後作客1-0擊敗查爾頓確保直接升班席位，並於4月24日主場2-0擊敗基寧咸提早兩輪奪得聯賽冠軍。
2010/11年球季馬田在2010年8月10日在聯賽盃第一圈主場4-1擊敗基寧咸與隊長瓜分四個入球；9月11日主場對班士利射入奠勝球，以2-1反勝對手，開季4戰保持不敗。因受傷人官司拖累，馬田的狀態下滑，只再射入3球，更於2011年2月因腿後腱的傷患，加上隊友西米恩·杰克遜（Simeon Jackson）突然有神勇的表現，馬田直到球季結束仍然沒有機會上陣，整季上陣32場僅取得6個入球，幸而諾域治仍能取得聯賽亞軍及直接升班英超席位。
雖然升班後開季首4場賽事馬田取得3場正選上陣，但此後便長居後備，於2011年11月15日被借用到英冠球會水晶宮，為期直至翌年1月2日，期間上陣8場聯賽，於1-1賽和打比郡取得1個入球。2012年1月6日獲延長借用至2月4日，雖然不獲准許在英格蘭足總盃上陣，但可於英格蘭聯賽盃準決賽對卡迪夫城上陣。其後再延長借用至球季結束。
2012年11月15日，英甲球會史雲頓向英超諾域治借入馬田，借用至2013年1月5日。
2013年1月7日，史雲頓延長馬田借用期多28天。
2013年2月22日，英冠球會德比郡從英超諾域治借入24歲前鋒馬田，借用期為一個月。
2013年3月21日，打比郡延長借用馬田至球季結朿。
2013年5月9日，英冠球會德比郡以免轉會費形式從英超諾域治簽入早前以借用身份效力的馬田，合約為期兩年，另球會有選擇權延長多一年。

## 麻煩事故
馬田少年得志，加以喜歡流連夜店，因此經常惹上麻煩。早於2008年年僅19歲已因在贝克尔斯的酒吧外打架，雖然只被警方警告了事，但被當地酒吧按「午夜安全酒吧監視計劃」（Nightsafe pub watch scheme）禁止在一年內光顧，其照片與特徵在當地68所酒吧傳閱以確保執行禁令。時任諾域治領隊格伦·罗德尔將他與另一名經常鬧事的青年球員（Michael Spillane）戲稱為「特老大和特老二」（Tweedledum and Tweedledee，《愛麗絲鏡中奇遇》中的一對雙胞胎角色），更質疑兩人成功來得太易，覺得外界對兩人的讚譽對他們沒有好處。
2010年8月30日剛為人父的馬田於清晨時分被捕及控以普通襲擊罪（common assault），當時他參加一個化妝舞會，期間好友史畢蘭與另一名賓客發生口角，馬田加入調解，但意外推倒對方導致受傷送院，初時他否認控罪，其後得知對方只是輕傷而改為認罪，案件於2011年2月18日在諾里奇裁判法院（Norwich Magistrates）罰款1,000英鎊及賠償對方1,000英鎊作結，但官司嚴重影響馬田的狀態，於判結前的11場賽事沒有取得入球，時任領隊保罗·兰伯特表示下為例。

## 榮譽
盧頓
- 英格蘭聯賽錦標冠軍：2008/09年；

諾域治
- 英格蘭足球甲級聯賽冠軍：2009/10年（升班英冠）；
- 英格蘭足球冠軍聯賽亞軍：2010/11年（升班英超）；

## 外部連結
- 足球数据库：基斯·馬田的球员统计数据
- Soccerway資料庫：克里斯·马丁
- 諾域治官網簡歷